# Tullbergia yosii
Tullbergia yosii är en urinsektsart som först beskrevs av Josef Rusek 1967.  Tullbergia yosii ingår i släktet Tullbergia och familjen Tullbergiidae. Inga underarter finns listade i Catalogue of Life.